# Карма в індуїзмі

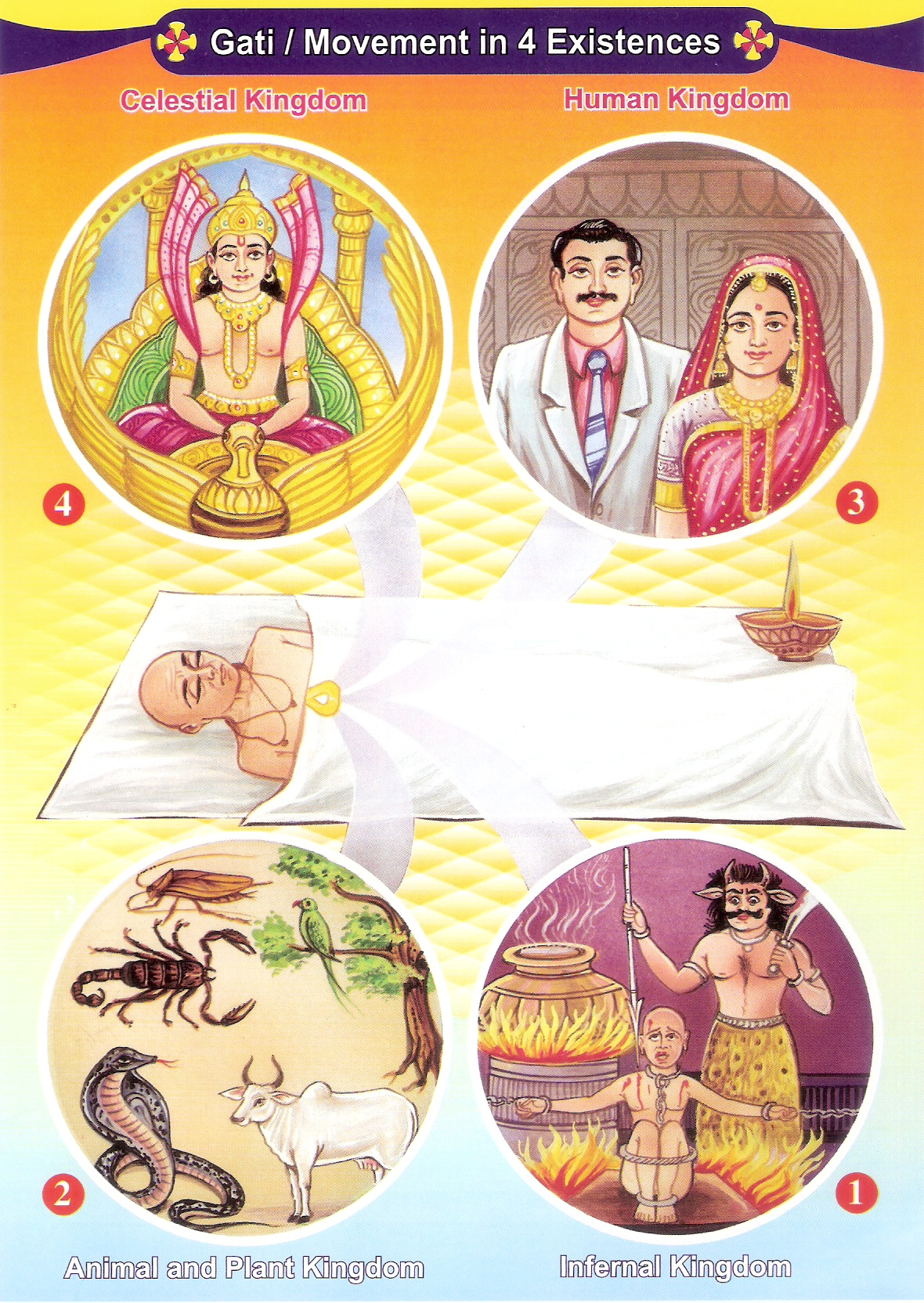
Види втілень

Ка́рма, Ка́мма (санскр. कर्म, палі kamma — «Причина-наслідок, відплата», від санскр. कर्मन् карман «справа, дія, праця» ) , МФА: [ˈkarmə] ( прослухати)) -  універсальний закон дії  у дхармічних релігіях. Одне з центральних понять в індуїзм і філософії, всесвітній причинно-наслідковий закон, згідно з яким праведні або гріховні дії людини визначають його долю,страждання або насолоди, які він перенесе. Карма лежить в основі причинно-наслідкового ряду, званого Сансара і застосовується в основному для розуміння зв'язків, які виходять за межі одного життя (інкарнації), і пов'язана із перевтіленням душ . У різних дхармічних релігіях даються дещо відмінні один від одного філософські тлумачення поняття карми. Першими сприйняли знання про карму ріші-провидці, зараз карма є частиною філософії індуїзму, джайнізму, буддизму та сикхізму.

## Витоки поняття
Закон карми здійснює реалізацію наслідків дій людини, як позитивного, так і негативного характеру, і, таким чином, робить людину відповідальною за своє життя, за всі ті страждання і насолоди, які вона йому приносить. Результати, або «плоди карми», називають карма - пхала.  Часто карму плутають з плодами карми, що призводить до фаталізму. Прикладом даної помилки можуть служити висловлювання виду «Така моя карма».  Дія закону карми охоплює як минулі, так і майбутні життя людини. Діяльність, що здійснюється людиною у звільненому стані мокші, не виробляє поганої або хорошої карми.
Поняття карми сягає своїм корінням до мукхйа - ранніх Упанішад, за якими всі живі істоти несуть відповідальність за свою карму - свої дії та їх наслідки - і за своє визволення з круговороту народження і смерті - сансари. У веданті відводиться певна роль Богові як розподільнику плодів карми або як власнику сили міняти карму індивіда . Загалом, послідовники буддизм у і більшості традицій індуїзм у розглядають природні причинно-наслідкові закони як достатнє пояснення результатів карми. Відповідно до іншої точки зору, гуру, діючи як представник Бога, може частково звільнити учня від його карми.
Одне з перших драматичних описів закону карми можна знайти в « Бхагавад -гіті », що є частиною епосу «Махабхарата». Один з головних героїв епосу, Арджуна, готуючись до битви усвідомлює, що в лавах його противників перебувають члени його сім'ї, його вчителі та наставники . Впавши в сум'яття, Арджуна вирішує не брати участь у битві. Крішна, граючи роль візника його колісниці, серед інших речей роз'яснює Арджуні поняття «обов'язку» і переконує його в тому, що обов'язком для нього є битися в майбутній битві. Вся «Бхагавад -Гіта» є розмовою між Крішною та Арджуною про різні аспекти життя і філософські теми. Споконвічна концепція карми в індуїзмі отримала свій подальший розвиток у різних традиціях і філософських школах, таких як веданта і тантра.

## Механізми дії
Карма означає «дія» або «діяльність» і в більш широкому сенсі уособлює універсальні принципи причини і результатів, діяльності та її наслідків, дії і відплати, які повсюдно присутні в житті. Карма не є долею - люди діють відповідно до свободи волі, створюючи свою власну долю. Згідно із Ведами, якщо ми сіємо добро - ми пожнемо добро; якщо ми сіємо зло - ми пожнемо зло. Карма являє собою сукупність всіх наших дій та їх наслідків як у цій, так і в попередніх втіленнях, які визначають наше майбутнє. Вплив карми можна подолати шляхом розумної діяльності без прихильності до її плодів, що здійснюється відповідно до вказівок священних писань.
Закон карми має духовне походження . Багато індуїстів бачать пряме втручання Бога в кармічні процеси, тоді як інші розглядають природні закони дій та їх наслідків як достатнє пояснення ефектів карми  . Карма не є покаранням або відплатою, а являє собою природні наслідки діяльності індивідуума. Кармічні наслідки також можуть бути нейтралізовані за допомогою певних дій і не обов'язково є частиною долі індивіда, яка не піддається зміні. Тобто певну дію, що практикується в сьогоденні, не прив'язує індивідуума до якогось певного майбутнього досвіду або реакції - карма не є настільки простим співвідношенням між нагородою і покаранням.
У священних писаннях індуїзму карма ділиться на три види: Санчіта (накопичена), прарабдха (приносить плоди) і кріямана (накопичується в даний момент). Вся кріямана- карма зрештою перетворюється на Санчіта - карму. Із запасу Санчіта - карми для кожного втілення індивіда береться пригорща - і ця пригорща дій, яка вже почала приносити свої плоди, і яка виснажиться тільки після того, як її плід буде випробуваний, називається прарабдха - кармою . Таким чином, поки запас Санчіта - карми ще не скінчився, його частина забирається як прарабдха - карма, даючи індивіду кармічні результати в цьому житті, і утримуючи його в круговороті народження і смерті . Джива не може досягти мокші доти, поки весь накопичений запас Санчіта - карми повністю не виснажиться .

## Тлумачення карми в різних філософських школах індуїзму
Послідовники деяких систем філософії індуїзму (таких як ньяя і вайшешика) вважають, що закон карми безпосередньо контролюється Бог ом — Верховним Істотою, що створив світ відповідно до цього закону. Таким чином, стверджується, що адрішта — доброчесна і гріховна карма певних живих істот — не може сама по собі принести належні результати, так як є нерозумним, позбавленим свідомості початком. Той, хто контролює адрішту і розподіляє всі радощі і печалі життя згідно з кармою, — це Бог.
У деяких інших системах - таких як  Самкх'я  і  міманса  - закон карми є автономним і діє незалежно від волі Бога. Згідно цим системам, походження і устрій Всесвіту можна пояснити за допомогою одного закону карми без визнання буття Бога.
Який би не був статус закону карми, сфера його застосування обмежується областю дій, скоєних під впливом звичайних пристрастей і бажань. Всі дії, вироблені заради отримання вигод і благ в сьогоденні або в майбутньому, управляються цим законом. Подібно до того, як смажене насіння не проростає, так і безкорисливі, безпристрасні дії не призводять ні до яких - добрих чи поганих  результатів в житті індивіда . Таким чином, під впливом закону карми знаходяться ті індивіди, які так чи інакше залежать від навколишнього середовища, підпорядковані впливу звичайних пристрастей і імпульсів життя і прагнуть отриманню певних благ в наступному житті . Безкорисливі та позбавлені пристрасті вчинки не викликають ні хороших, ні поганих наслідків, а навпаки сприяють викоріненню, руйнування вже накопичених наслідків  поведінки в минулому, коли ми перебували під впливом прихильності або пристрасті, корисливих надій чи побоювань, і тим самим веде нас до мокші . З досягненням звільнення від залежності наше « Я » виходить з підпорядкування закону карми, живе і діє в атмосфері свободи .

## Корекція карми за допомогою джйотіш
Джйотіші (знавці джйотіш), аналізуючи гороскоп, прагнуть визначити різновиди карми людини в різних сферах життя і силу їх вираженості. Вважається, що саньчіта - карма утворює загальний кармічний фон нашого життя, який не можна повністю осягнути звичайними шляхами, включаючи, в тому числі, і Джйотиш. Це саме саньчіта - карму індуси мають на увазі, кажучи про те, що шляхи карми незбагненні. Прарабдха -, кріямана - і агама - карми, однак, можуть бути пізнані за допомогою Джйотиш.
Джйотиш вважає, що всякий поточний стан в житті людини виникає в результаті динамічної взаємодії долі і вільної волі . Доля є переважно вираз саньчіта - і прарабдха - карми, а вільна воля - кріямана - і агама - карми, що діють спільно. Агама і кріямана - карма з плином часу неминуче переходять в саньчіта - і прарабдха - карму. Час і є та космічна вісь, навколо якої обертається колесо карми. Те, що було сьогодні створено вільною волею, стає причиною того, що завтра ми назвемо долею. Ніхто не управляється однією лише долею, але часом може виникати враження, що це саме так, до тих пір, поки не вийде на сцену вільна воля. Тільки в цих випадках кількість і якість зусилля, вкладеного в зміну ситуації, здатне по своїй ефективності зрівнятися або навіть перевищити кількість і якість того зусилля, яке створило дану ситуацію ; і тільки тоді може статися дійсна трансформація, яка є щось інше, ніж просто чергову зміну в житті. Інакше кажучи, трансформація може відбутися лише тоді, коли агама - і кріямана - карми нейтралізують саньчіта - і її поточну актуалізацію - прарабдха - карму. Кількість і якість зусилля, необхідного для того, щоб змінити колишні карми, залежать від величини або ступеня вираженості прарабдха - карми в кожному конкретному випадку.
Залежно від ступеня вираженості прарабдха - карми, прийнято виділяти три її типи, кожен з яких може зачіпати будь-яку одну, декілька або всі сфери життя людини. Вони називаються:
1 . Дрідха - «жорстка », фіксована карма, що не піддається зміні;
2 . Дрідха - адрідха - «м'яка / жорстка » карма, піддатлива частковій зміні;
3 . Адрідха - «м'яка» карма, змінна свідомим зусиллям волі.
« Шрімад Бхагаватам » вчить, що всі стани свідомості, в яких присутнє почуття «я» і «мій», суть результати видозмін і взаємних сполучень трьох гун . Звідси, щоб пізнати манас, ми повинні вивчити три гуни.
Суттєво є нормальне, природне стан безсонної свідомості, а Раджаса і тамас - це два можливі способи вивести його з рівноваги. Хоча ці три гуни можуть теоретично існувати як чиста саттва, раджас або тамас, в нашому світі всі речі спочатку складені з поєднання всіх трьох гун в різних пропорціях, так само як і вся матерія складається з усіх п'яти великих елементів, з яких один або два зазвичай переважають над іншими. Дев'ять станів відносної нестійкості, отримувані з різних сполучень саттви, раджаса і тамаса, можуть послужити ще одним поясненням тому, чому дев'ять планет - достатнє число для того, щоб можна було описати все розмаїття людської натури і досвіду. У житті кожної людини пропорційне представництво трьох гун визначає, за допомогою дев'яти планет, які вчинки, з числа всього можливого їх спектру, здатний здійснити даний індивід протягом життя.
Закон Карми, зауважимо, формулюється дуже просто: «Що посієш, те й пожнеш». І це жодною мірою не спрощення, що не умоглядна теорія і не довільне побудова. Закон Карми, по суті, це просто інша назва для третього закону Ньютона: «Всякому дії відповідає рівне за силою і протилежно спрямоване зворотну дію». Таким чином, цей закон закладений у самій структурі Всесвіту.
«Доктрина карми і пхали, дії та плоду його, є не стільки продуктом людського почуття справедливості - віри в те, що кожен повинен нести покарання за те, що він скоїв, скільки закономірним наслідком закону природного ефекту всякого дії» ( « van Buitenen, р . 35).
Ніщо в нашому світі не трапляється одночасно, завдяки відомій обмеженості часу і простору, а також наявності причинного обумовленості явищ . Ліс та насіння, з якого це дерево розвинулося, не можуть виникнути одночасно : друге з названих подій має за часом передувати першому. Події в нашому Всесвіті відбуваються згідно послідовності, наміченої відповідно до Закону Карми у величезному календарі, відомому нам під назвою «час».
Як тільки Пракріті відокремлює себе від Пуруші, Закон Карми вступає в дію, і все, що трапляється після, в кінцевому рахунку є наслідком цього самого першого в світі події. Кожна дія неминуче викликає якесь слідство, воно ж, у свою чергу, має власні слідства - аналогічно як кола розходяться у всі сторони від каменя, кинутого у воду. У міру накопичення незліченної кількості дій, і самі вони, і їхні наслідки химерно переплітаються, утворюючи неймовірно складну, заплутану картину і занурюючи нас у цю дивну головоломну суміш причин і наслідків, які пов'язують весь світ, і нас у цьому світі, в одну величезну, неосяжну саморегулюючу систему.
Махатма Ганді одного разу сказав:
«Після того як Бог винайшов Закон Карми, він міг спокійно відійти від справ ».
Відносно живих істот Закон Карми діє головним чином на рівні ахамкара . Так як люди мають набагато більш високим ступенем самосвідомості, ніж тварини і рослини, то вони мають і велику здатність ідентифікувати самих себе зі своїми вчинками. Вони, отже, і більше сіють, і більше пожинають, ніж інші відчувають істоти . Що саме вони сіють і що пожинають, - залежить від конкретного співвідношення трьох гун в особистості кожної людини. Якщо переважає саттва, людина виконує альтруїстичний тип карми, не прив'язуючись до результатів своїх дій, тоді як переважання раджаса змушує людину діяти на основі пристрасті, і він буває засліплений своїми бажаннями. Ті, хто діє, не обтяжуючи себе міркуваннями, знаходяться під переважним впливом тамаса . Тільки ті, чий розум зосереджений виключно на Абсолюті, залишаються не зачеплені впливом трьох гун.
Карму прийнято поділяти на чотири категорії. Вони носять назви: саньчіта (сума всіх видів карми), прарабдха (карма, яку належить випробувати найближчим часом ), кріямана (сукупність поточних карм) і агама (майбутні карми індивідуума ) . Віднести те чи інше дію до певного виду карми не завжди буває просто, тому що зв'язка « причина - наслідок » є по суті нероздільним цілим. Розподіл такого цілого на будь-які умовні частини робить його більш легким для розуміння, але потрібно мати на увазі, що насправді всі чотири типи карми взаємно перекривають один одного.
Упайя (це санскритське слово означає «метод, засіб ") - розділ Джйотиш, що відповідає за використання агама кріямана - карми для пом'якшення несприятливих поєднань астрологічних чинників.
Формально вони не належачи до числа гілок або розділів Джйотиш, ця область фактично є його самим важливим і корисним розділом. Джйотиш може визначити хороші і погані часи, які кожному доведеться пережити в різні роки його життя, але тільки упайя здатна підсилити все хороше і пом'якшити погане. Існування упайя підтверджує, що Джйотиш аж ніяк не фаталістічен ; адже якби абсолютно все було зумовлено, хіба могли б існувати рятівні засоби?